# توماس كوروين مندنهال
توماس كوروين مندنهال (4 أكتوبر 1841 - 23 مارس 1924) كان عالم فيزياء ذاتي التعلم وعالم أرصاد جوية أمريكيًا. كان أول أستاذ يتعين في جامعة ولاية أوهايو في عام 1873 والمشرف على هيئة المسح الساحلي والجيوديسي بالولايات المتحدة (إحدى المنظمات السليفة للإدارة الوطنية للمحيطات والغلاف الجوي) من عام 1889 حتى عام 1894. بالإضافة إلى عمله، كان أيضًا أستاذًا داعية لاعتماد النظام المتري من قبل الولايات المتحدة وهو مؤسس ملف تعريف المؤلفين.

## حياته
ولد مندنهال في هانوفرتون، أوهايو، لستيفن مندنهال، وهو مزارع وصانع عربات، وماري توماس. في عام 1852، انتقلت العائلة إلى مارلبورو، وهو مجتمع من الكويكرز (جمعية الأصدقاء الدينية) خارج آكرون، أوهايو. كان والداه من دعاة إلغاء العبودية وكثيرًا ما فتحوا منزلهم للرقيق الهاربين المتجهين شمالًا على طول خط السكك الحديدة تحت الأرض. أصبح مندنهال مديرًا للمدرسة الابتدائية المحلية في عام 1858. أضفى الطابع الرسمي على مؤهلاته التدريسية في جامعة نورمال الوطنية في عام 1861 بدرجة مدرّس نورماليس.
في أثناء إقامته في كولومبوس، أوهايو، تزوج سوزان آلان ماربل في عام 1870. أنجب الزوجان طفلًا واحدًا، تشارلز إلوود مندنهال (1872–1935)، الذي أصبح مدرّسًا ورئيس قسم الفيزياء في جامعة جامعة ويسكونسن-ماديسون لمدة 34 عامًا.
درّس في عدد من المدارس في ولاية أوهايو بما في ذلك المدرسة الثانوية المركزية في كولومبوس، واكتسب سمعة رائعة مدرّسًا ومربيًا. في عام 1873، رغم افتقاره إلى المؤهلات الأكاديمية التقليدية، تعين أستاذًا للفيزياء والميكانيكا في كلية أوهايو الزراعية والميكانيكية. أصبحت الكلية في النهاية جامعة ولاية أوهايو، وكان مندنهال أول عضو في هيئة التدريس الأصلية. حصل لاحقًا على أول دكتوراه فخرية على الإطلاق من جامعة ولاية أوهايو عام 1878.
في عام 1878، بناءً على توصية من إدوارد إس. مورس، تعين للمساعدة في تحديث عصر مييجي في اليابان كونه أحد الأجانب المعينين، إذ عمل أستاذًا زائرًا للفيزياء في جامعة طوكيو الإمبراطورية. في هذا المنصب، أسس مرصدًا للأرصاد الجوية لإجراء عمليات رصد منتظمة في أثناء إقامته في اليابان. أجرى مندنهال قياسات باستخدام نواس كيتر لقوة الجاذبية عند مستوى سطح البحر وفي قمة جبل فوجي، واستنتج قيمةً لكتلة الأرض تتفق بشكل وثيق مع التقديرات التي وضعها فرانسيس بيلي في إنجلترا بطريقة أخرى. أجرى أيضًا سلسلة من القياسات المتقنة للأطوال الموجية للطيف الشمسي بواسطة مقياس طيف كبير. بالإضافة إلى ذلك، أصبح مهتمًا بالزلازل في أثناء وجوده في اليابان، وكان أحد مؤسسي جمعية رصد الزلازل اليابانية. خلال فترة وجوده في اليابان، ألقى محاضرات عامة حول مواضيع علمية مختلفة للجمهور العام في المعابد والمسارح.
بعد عودته إلى أوهايو في عام 1881، لعب مندنهال دورًا أساسيًا في تطوير خدمة الأرصاد الجوية في ولاية أوهايو. ابتكر نظامًا لإشارات الطقس لعرضها على قطارات السكك الحديدية. أصبحت هذه الطريقة شائعة في جميع أنحاء الولايات المتحدة وكندا.
أصبح أستاذًا في سلاح الإشارة الأمريكي في عام 1884، إذ قدم ملاحظات منهجية حول البرق، وبحث في طرق تحديد درجات حرارة الأرض. كان أول من أنشأ محطات في الولايات المتحدة للرصد المنهجي لظواهر الزلازل. استقال مندنهال في عام 1886، وتولى رئاسة كلية روز للتقانة في تير هوت بولاية إنديانا قبل أن يصبح مشرفًا على هيئة المسح الساحلي والجيوديسي بالولايات المتحدة في عام 1889. خلال فترة عمله مشرفًا، أصدر أمر مندنهال وأشرف على التحول اللاحق للأوزان والمقاييس في الولايات المتحدة من النظام العرفي، المبني على النظام الإنجليزي، إلى النظام المتري. بقي مندنهال مؤيدًا قويًا للاعتماد الرسمي للنظام المتري طوال حياته. بصفته مشرفًا على هيئة المسح الساحلي والجيوديسي، كان مسؤولًا أيضًا عن تحديد الحدود الوطنية الدقيقة بين ألاسكا وكندا. سُمي كل من وادي وجليدية مندنهال في جونو، ألاسكا، نسبةً إليه في عام 1892.